# František Vlk (fotbalista)
František Vlk (30. května 1925 Říčany – 4. srpna 2003) byl český fotbalista, útočník, československý reprezentant.

## Fotbalová kariéra
Za československou reprezentaci odehrál v letech 1948–1953 čtrnáct utkání a vstřelil čtyři branky (nejdůležitější byly dvě branky do sítě Bulharska v kvalifikačním utkání roku 1953, které československému mužstvu zajistily postup na šampionát ve Švýcarsku – kam ovšem Vlk nominován nebyl). Hrál za Slavii Praha, se kterou získal jeden mistrovský titul – roku 1947, za ATK Praha a za DSO Spartak Teplice (1952–1954). Český sportovní novinář a historik Zdeněk Šálek o něm v encyklopedii Slavné nohy napsal: „Rychlý hráč, velmi těžko se dal oddělit od míče.“

## Trenérská kariéra
Třikrát byl trenérem Teplic.

## Ligová bilance
| Ročník          | Zápasy | Góly | Klub                |
| --------------- | ------ | ---- | ------------------- |
| I. liga 1945/46 | 3      | 3    | SK Slavia Praha     |
| I. liga 1946/47 | –      | 4    | SK Slavia Praha     |
| I. liga 1947/48 | –      | 1    | SK Slavia Praha     |
| I. liga 1948    | –      | 0    | ATK Praha           |
| I. liga 1949    | –      | 1    | Dynamo Slavia Praha |
| I. liga 1950    | –      | 3    | Dynamo Slavia Praha |
| I. liga 1950    | –      | 2    | ATK Praha           |
| I. liga 1955    | 7      | 2    | Jiskra Liberec      |
| CELKEM I. LIGA  | –      | 15   |                     |